# 충주 청룡사지 보각국사탑 앞 사자 석등
충주 청룡사지 보각국사탑 앞 사자 석등(忠州 靑龍寺址 普覺國師塔 앞 獅子 石燈)은 충청북도 충주시 소태면 청룡사지에 있는, 조선시대의 석등이다. 1979년 5월 22일 대한민국의 보물 제656호로 지정되었다.

## 개요
청룡사는 언제 창건되었는지 뚜렷하게 알 수 없고, 현재 절의 옛모습을 짐작해 볼 방법이 없다. 옛터에는 석등과 함께 보각국사의 사리탑과 탑비만이 서 있을 뿐이며, 현재의 청룡사는 옛터의 북쪽에 자리잡아 오늘에 이르고 있다.
이 석등은 보각국사의 명복을 빌어 주기 위해 그의 사리탑 앞에 세워진 것으로, 불을 밝혀두는 화사석(火舍石)을 중심으로 아래에는 이를 받쳐주는 3단의 받침을 두고, 위로는 지붕돌과 머리장식을 얹었다.
3단의 받침 가운데 아래받침돌은 앞을 향해 엎드려 있는 사자를 조각하였는데, 이 때문에 사자석등이라 부른다. 사자의 등에 얹어진 가운데받침은 기둥모양으로 4각의 낮은 돌을 두었다. 화사석은 4각으로, 네 모서리를 둥근기둥처럼 조각하였고, 앞뒤로 2개의 창을 내었다. 지붕돌은 네 귀퉁이마다 자그마한 꽃을 돌출되게 조각해 놓았으며, 낙수면의 경사가 급하고 네 모서리선이 두터워 고려시대의 지붕돌 양식을 잘 보여준다.
절터에서 석등을 사리탑, 탑비와 나란히 세운 것은 조선시대의 배치방식이다. 탑비에 새겨진 기록으로 미루어 이 석등은 조선 전기인 태조 1년(1392)부터 그 이듬해인 1393년에 걸쳐 세워진 것으로 추측된다.

## 같이 보기
- 충주 청룡사지 보각국사탑
- 충주 청룡사지 보각국사탑비
- 충주 청룡사지 석종형승탑